# Średnie Duże
Średnie Duże – wieś w Polsce położona w województwie lubelskim, w powiecie zamojskim, w gminie Nielisz.
W latach 1975–1998 miejscowość administracyjnie należała do województwa zamojskiego.
Wieś jest sołectwem w gminie Nielisz. Według Narodowego Spisu Powszechnego z roku 2011 wieś liczyła 291 mieszkańców.
Wierni Kościoła rzymskokatolickiego należą do parafii św. Jana Chrzciciela w Stawie Noakowskim.

## Części wsi
| SIMC    | Nazwa           | Rodzaj    |
| ------- | --------------- | --------- |
| 0895847 | Borek Noakowski | część wsi |